# Courtney Gibbs

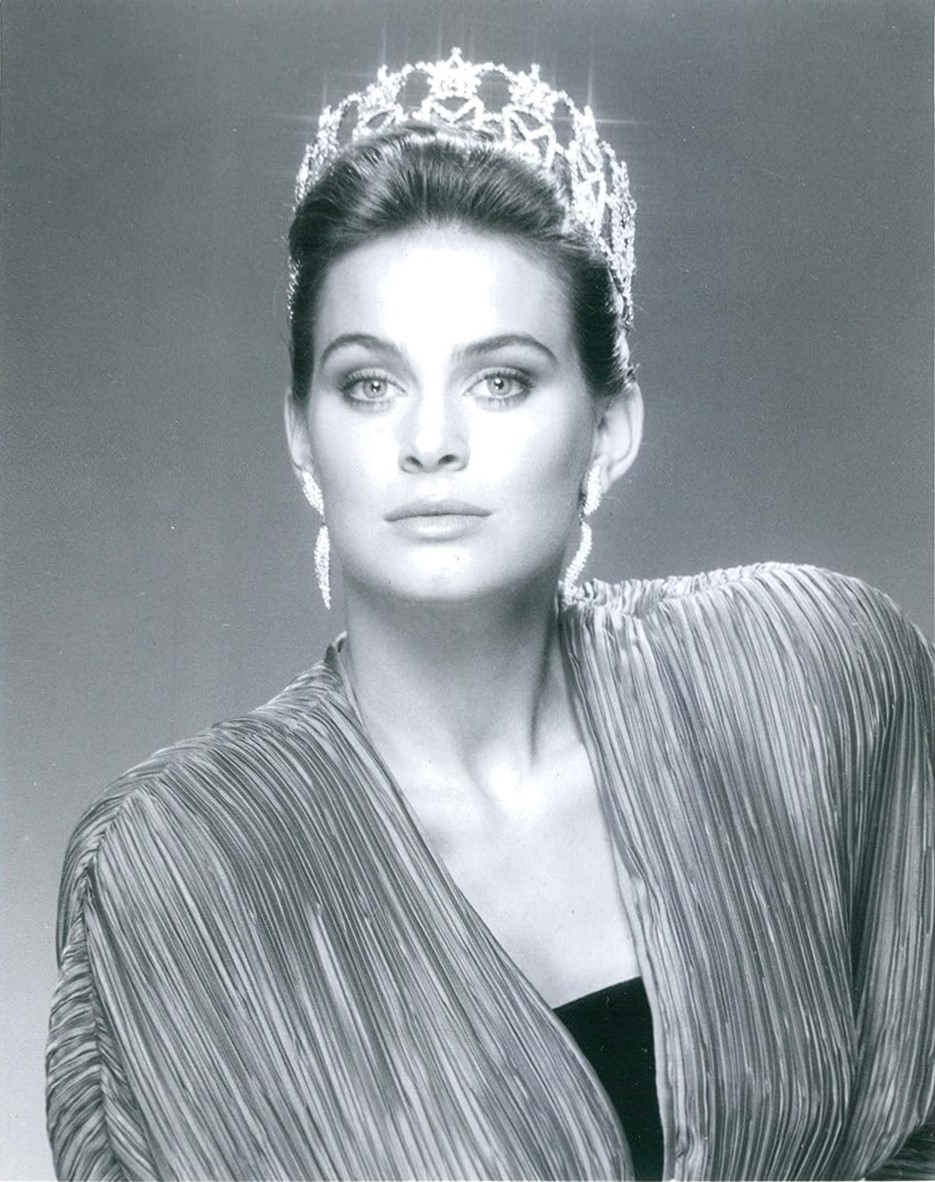

Courtney Ann Gibbs (Dallas, Texas, 20 de agosto de 1966) é a quarta Miss Texas USA que venceu de forma consecutiva o Miss USA, iniciada em 1985 por Laura Martinez-Herring e encerrada em 1989 por Gretchen Polhemus.
No Miss Universo 1988 realizado em Taipé, Gibbs venceu as preliminares em todas as etapas. Na noite final do concurso (exibido no Brasil pelo SBT), no entanto, ela ficou em oitavo lugar na classificação geral. O título ficou com a tailandesa Porntip Nakhirunkanok, que acabara com um jejum de 23 anos sem títulos para o país do Sudeste Asiático.
Anos após seu reinado, Courtney Gibbs ingressou na carreira de atriz, participando de alguns capítulos da novela vespertina da ABC All My Children.